# International Indian Film Academy Award du meilleur acteur

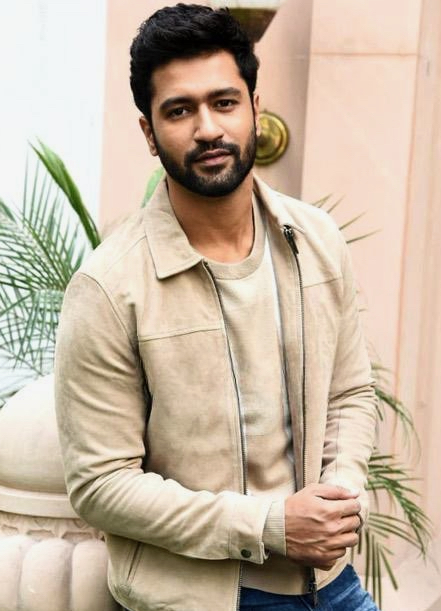
Vicky-Kaushal à new Dehli

L’International Indian Film Academy Award du meilleur acteur est un prix décerné par l'International Indian Film Academy au meilleur acteur indien de l'année précédente.
Les acteurs les plus primés sont Shahrukh Khan et Hrithik Roshan avec quatre récompenses chacun, suivis par Amitabh Bachchan qui en a reçu deux.

## Palmarès
| Année | Acteur           | Rôle                        | Film                  |
| ----- | ---------------- | --------------------------- | --------------------- |
| 2000  | Sanjay Dutt      | Raghunath Namdev Shivalkhar | Vaastav               |
| 2001  | Hrithik Roshan   | Rohit / Raj Chopra          | Kaho Naa... Pyaar Hai |
| 2002  | Aamir Khan       | Buvaan                      | Lagaan                |
| 2003  | Shahrukh Khan    | Devdas Mukherjee            | Devdas                |
| 2004  | Hrithik Roshan   | Rohit Mehra                 | Koi... Mil Gaya       |
| 2005  | Shahrukh Khan    | Veer Pratap Singh           | Veer-Zaara            |
| 2006  | Amitabh Bachchan | Debraj Sahai                | Black                 |
| 2007  | Hrithik Roshan   | Rohit Mehra                 | Krrish                |
| 2008  | Shahrukh Khan    | Kabir Khan                  | Chak De ! India       |
| 2009  | Hrithik Roshan   | Akbar                       | Jodhaa Akbar          |
| 2010  | Amitabh Bachchan | Auro                        | Paa                   |
| 2011  | Shahrukh Khan    | Rizvan Khan                 | My Name is Khan       |
| 2012  | Ranbir Kapoor    | Janardhan Jakkar            | Rockstar              |

## Récompenses multiples
4 : Hrithik Roshan et Shahrukh Khan
2 : Amitabh Bachchan